# Порфирій

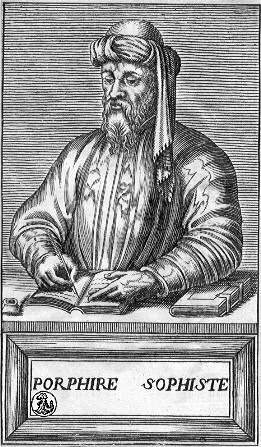
Порфирій софіст, французька гравюра 16 ст.

Порфирій, Малх Порфирій (234, Тир, — між 301 і 305, Рим), античний філософ — неоплатонік.

## Життєпис
За походженням — фінікієць. Народився у Тирі. Прізвисько Порфирій отримав в Афінах — від свого наставника Кассія Лонгіна.
Учень Плотіна, видавець його творів.
У зрілі роки керував філософською школою в Римі. Коментатор творів Платона й Аристотеля. Автор біографії Плотіна «Життя Плотіна і порядок його творів», коментарів до деяких його творів.
Автор багатьох творів з риторики, астрономії, математики, історії, гармоніки. Критикував християнство. Твір «Проти християн» був спалений 448 року.

## Філософські погляди
Теоретична праця Порфирія «Вступ до категорій Аристотеля», відома також під назвою «Про п'ять звучань», принесла йому всесвітню славу. Ця праця неодноразово була видана у Візантії, у країнах Сходу й Заходу. Він викладав учення з логіки про ознаки поняття (рід, вид, видова різниця, ознаки власні і випадкові). В логіці з його ім'ям пов'язане так зване древо Порфирія, яке показує підпорядкування родових і видових понять. Філософія Порфирія тісно пов'язана з етичною проблематикою: врятування душі шляхом очищення душі, відходу від тілесних благ, повернення до розуму і уподобання божеству. Повернення до Бога відбувається в процесі пізнання і в самому знанні. Для того, хто знає, Бог поруч, а для необізнаного Бог, знаходячись усюди, відсутній. Знання Бога тотожне самопізнанню, тому шлях пізнання своєї сутності починається з любові до самого себе. Приписує деміургічні функції не розуму, а вищій частині душі. В ієрархії буття Порфирій людську душу поміщає між Богом і тілом. Душі належить свобода волі та свобода вибору. Душа пов'язана з тілом не безпосередньо, а завдяки частковим втіленням («дух уявлення» — займає місце поміж почуттям і розумом).
Відомі трактати Порфирія і з практичної філософії, в яких він викладає вчення про політичні чесноти. Надавав великого значення практичній містиці. У творі «Про град Божий» Августин пише, що Порфирію належав твір «Сходження душі», в якому він розвивав вчення про подвійний шлях: шлях чистого пізнання для філософів і шлях теургії (вчення про засоби впливу на богів) для натовпу.

## Вплив філософії Порфирія
Філософські погляди Порфирія мали величезний вплив на подальший розвиток неоплатонізму, особливо на Августина, Боеція. Важливе значення мав запропонований Порфирієм метод тлумачення діалогів Платона, надалі модифікований Ямвліхом.